# Aplomb

Demonstration von Aplomb beim Spotting im Ballett

Das (oder der) Aplomb (vom lateinischen plumbum „Blei“, „Senkblei“, im Französischen aplomb oder auch à plomp „senkrecht“) ist ein prägnanter Ausdruck für eine gerade, sichere Haltung, ein selbstsicheres Auftreten, Nachdrücklichkeit in der Rede, Gelassenheit bis hin zur Dreistigkeit.
Im Balletttanz bezeichnet der Begriff Aplomb die Fähigkeit zum Abfangen einer Bewegung, entspricht also der Balance. Im 18. Jahrhundert, als das tägliche Verhalten in den höheren Gesellschaftsschichten stark von Tanzbewegungen geprägt war, wurde der Ausdruck Aplomb generell für ein souveränes bis stürmisches Verhalten verwendet, ähnlich der Bravour.